# شاکبورگ (دهانه)
شاکبورگ یک دهانه برخوردی در ماه‌ است.

## دهانه‌های اقماری
این دهانه ۳ دهانه اقماری دارد.
| Shuckburgh | عرض جغرافیایی | طول جغرافیایی | قطر          |
| ---------- | ------------- | ------------- | ------------ |
| A          | ۴۳.۱° N       | ۵۵.۵° E       | ۱۹.۰ کیلومتر |
| C          | ۴۳.۵° N       | ۵۲.۷° E       | ۱۲.۰ کیلومتر |
| E          | ۴۴.۱° N       | ۵۶.۹° E       | ۹.۰ کیلومتر  |